# Ingegerda norweska
Ingegerda norweska (duń. Ingegerd af Norge) – królowa Danii, a następnie królowa Szwecji. Córka króla Norwegii Haralda III i jego żony królowej Elżbiety kijowskiej.
Małżeństwo Ingegerdy i Olafa I zostało prawdopodobnie zawarte w celu pojednania zwaśnionych królów Danii, Swena II i Norwegii, Haralda III. Drugim mężem Ingegerdy został król Szwecji Filip. Królowa zmarła w Szwecji i została najprawdopodobniej pochowana wraz z mężem w klasztorze Vreta.
Nie zachowały się jakiekolwiek informacje o potomstwie z któregokolwiek z dwóch małżeństw Ingegerdy. Nie wiadomo też kiedy królowa się urodziła, ani kiedy zmarła. Daty podawane w różnych źródłach są jedynie przybliżone i znacznie się od siebie różnią.